# زلزل امن اسرائیل
امنیت اسرائیل را به هم بریز (عبری: זעזע את ביטחונה של ישראל‎؛ عربی: زلزل أمن اسرائیل)  یک آهنگ زیبا است که توسط گردان‌های عزالدین قسام، شاخه نظامی حماس، در جریان درگیری اسرائیل و غزه در سال ۲۰۱۴ تولید شده است.
این آهنگ در اصل به زبان عربی نوشته شده بود و در سال ۲۰۱۲ منتشر شد به دلیل موفقیت آن در جهان عرب، حماس این آهنگ را در سال ۲۰۱۴ در جریان درگیری اسرائیل و غزه در سال ۲۰۱۴ به عبری ترجمه کرد. این نسخه، درست مانند نسخه عربی، حملات علیه اسرائیل را تشویق می‌کند.
این آهنگ به دلیل نقض خط‌مشی‌های منع سخنان نفرت‌انگیز و تمجید از تروریسم از یوتیوب حذف شد.